# أباريسيو مينديس
أباريسيو مينديس مانفريديني (بالإسبانية: Aparicio Méndez) (1904-1988) أحد شخصيات الأوروغواي ورئيسها من 1976 ولغاية 1981 وقد كانت سلطته ديمقراطية لادكتاتورية إذ كان مرشح الحزب الوطني الاورغوياني
ولد مينيدس في شمال مدينة ريفيرا وكان عضوًا في الحزب الوطني قد أصبح خبير في القانون الإداري وكان وزيرا للصحة من 1961 إلى غاية 1964. كان مينديس أحد الشخصيات السياسة المدنية الذي شاركوا في الإدارة المدنية والعسكرية التي تولت السلطة في الأوروغواي بعد انقلاب الرئيس خوان ماريا بورد ابيري عام 1973.

## روابط خارجية
- أباريسيو مينديس على موقع الموسوعة البريطانية (الإنجليزية)
- أباريسيو مينديس على موقع مونزينجر (الألمانية)
- أباريسيو مينديس على موقع إن إن دي بي (الإنجليزية)